# Vladimir Trochkine
Vladimir Nikolaïevitch Trochkine (ukrainien : Володимир Миколайович Трошкін et russe : Владимир Николаевич Трошкин) (né le 28 septembre 1947 à Ienakievo à l'époque en Union soviétique, aujourd'hui en Ukraine et mort le 5 juillet 2020) est un joueur de football international soviétique (ukrainien) qui évoluait au poste de défenseur avant de devenir ensuite entraîneur.

## Biographie

### Carrière de joueur

#### Carrière en club
Avec le club du Dynamo Kiev, Vladimir Trochkine remporte quatre championnats d'URSS et gagne la Coupe d'Europe des vainqueurs de coupe en 1975.
Il joue un total de 21 matchs en Coupe d'Europe des clubs champions, atteignant les demi-finales de cette compétition lors de l'année 1977.
Il figure notamment sur la fiche du match de légende Saint-Etienne/Kiev 3-0, du 17 mars 1976. Il avait également joué, le 3 mars 1976, le match aller Kiev/Saint-Etienne 2-0.

#### Carrière en sélection
Avec l'équipe d'URSS, Vladimir Trochkine joue 31 matchs (pour un but inscrit) entre 1972 et 1977. 
Il joue son premier match en équipe nationale le 19 avril 1972 contre le Pérou et son dernier le 18 mai 1977 contre la Hongrie. Le 10 mars 1976, il inscrit un but lors d'un match amical contre la Tchécoslovaquie. C'est son seul but en équipe nationale.
Il figure dans le groupe des sélectionnés lors du championnat d'Europe des nations de 1972, où son équipe atteint la finale, en étant battue par l'Allemagne.
Il participe également aux Jeux olympiques de 1976. Il joue cinq matchs lors du tournoi olympique organisé au Québec, remportant la médaille de bronze.
Il joue enfin trois matchs comptant pour les tours préliminaires de la coupe du monde 1978.

## Statistiques
| Saison                | Club                   | Championnat           | Championnat | Championnat | Coupe(s) nationale(s) | Coupe(s) nationale(s) | Compétition(s) continentale(s) | Compétition(s) continentale(s) | Compétition(s) continentale(s) | Total | Total |
| Saison                | Club                   | Division              | M.          | B.          | M.                    | B.                    | Comp.                          | M.                             | B.                             | M.    | B.    |
| 1966                  | Chakhtior Ienakievo    | D3                    | 24          | 3           | -                     | -                     | -                              | -                              | -                              | 24    | 3     |
| 1967                  | Chakhtior Ienakievo    | D3                    | -           | -           | -                     | -                     | -                              | -                              | -                              | 0     | 0     |
| 1968                  | SKA Kiev               | D2                    | 36          | 3           | 4                     | 0                     | -                              | -                              | -                              | 40    | 3     |
| 1969                  | SKA Kiev               | D2                    | 27          | 6           | 1                     | 0                     | -                              | -                              | -                              | 28    | 6     |
| Sous-total            | Sous-total             | Sous-total            | 87          | 12          | 5                     | 0                     | -                              | -                              | -                              | 92    | 12    |
| 1969                  | Dynamo Kiev            | D1                    | 3           | 1           | -                     | -                     | C1                             | 2                              | 0                              | 5     | 1     |
| 1970                  | Dynamo Kiev            | D1                    | 32          | 4           | 6                     | 2                     | -                              | -                              | -                              | 38    | 6     |
| 1971                  | Dynamo Kiev            | D1                    | 28          | 1           | 4                     | 0                     | -                              | -                              | -                              | 32    | 1     |
| 1972                  | Dynamo Kiev            | D1                    | 27          | 4           | 4                     | 0                     | C1                             | 4                              | 0                              | 35    | 4     |
| 1973                  | Dynamo Kiev            | D1                    | 28          | 4           | 7                     | 0                     | C1+C3                          | 2+6                            | 0+3                            | 43    | 7     |
| 1974                  | Dynamo Kiev            | D1                    | 25          | 2           | 4                     | 0                     | C2                             | 2                              | 0                              | 31    | 2     |
| 1975                  | Dynamo Kiev            | D1                    | 23          | 3           | 1                     | 0                     | C2+SC+C1                       | 5+2+3                          | 0                              | 34    | 3     |
| 1976                  | Dynamo Kiev            | D1                    | 20          | 1           | 1                     | 0                     | C1+C1                          | 2+4                            | 0+1                            | 27    | 2     |
| 1977                  | Dynamo Kiev            | D1                    | 20          | 1           | 2                     | 0                     | C1+C3                          | 4+2                            | 0                              | 28    | 1     |
| Sous-total            | Sous-total             | Sous-total            | 206         | 21          | 29                    | 2                     | -                              | 38                             | 4                              | 273   | 27    |
| 1978                  | Dniepr Dniepropetrovsk | D1                    | 14          | 0           | 2                     | 1                     | -                              | -                              | -                              | 16    | 1     |
| Total sur la carrière | Total sur la carrière  | Total sur la carrière | 307         | 33          | 36                    | 3                     | -                              | 38                             | 4                              | 381   | 40    |

## Palmarès
| Dynamo Kiev \| - Championnat d'Union soviétique (4) : - Champion : 1971, 1974, 1975 et 1977. - Vice-champion : 1969, 1972, 1973 et 1976. - Coupe d'Union soviétique (1) : - Vainqueur : 1974. - Finaliste : 1973. \| \| - Supercoupe d'Union soviétique : - Finaliste : 1977. - Coupe d'Europe des vainqueurs de coupe : - Vainqueur : 1974-75. - Supercoupe de l'UEFA (1) : - Vainqueur : 1975. \| |  | Union soviétique - Championnat d'Europe : - Finaliste : 1972. - Jeux olympiques : - Bronze : 1976.                                                                       |
| - Championnat d'Union soviétique (4) : - Champion : 1971, 1974, 1975 et 1977. - Vice-champion : 1969, 1972, 1973 et 1976. - Coupe d'Union soviétique (1) : - Vainqueur : 1974. - Finaliste : 1973. |  | - Supercoupe d'Union soviétique : - Finaliste : 1977. - Coupe d'Europe des vainqueurs de coupe : - Vainqueur : 1974-75. - Supercoupe de l'UEFA (1) : - Vainqueur : 1975. |